# Movimento del 1º marzo
Il Movimento del 1º marzo, anche noto come Movimento Sam-il (3-1) (삼일 운동?, 三一 運動?, Sam-il undongLR) o dimostrazioni di Manse (만세운동?, 萬歲運動?, Manse undongLR), è stato una delle prime manifestazioni pubbliche della resistenza coreana durante il dominio della Corea da parte del Giappone dal 1910 al 1945. Il nome fa riferimento ai fatti avvenuti il 1º marzo 1919.

## Cronologia
Il Movimento del 1º marzo si verificò come reazione alla natura repressiva dell'occupazione coloniale giapponese della Corea, ispirato dai "quattordici punti" che sottolineavano il diritto all'autodeterminazione dei popoli, proclamati dal presidente americano Thomas Woodrow Wilson alla conferenza di pace di Parigi nel gennaio 1919. Tre giorni dopo, l'imperatore coreano Gojong morì, suscitando il sospetto che fosse stato avvelenato, visti i precedenti tentativi di assassinarlo e gli omicidi di altri capi politici da parte degli agenti giapponesi. Gli studenti coreani a Tokyo, che stavano lavorando su una dichiarazione d'indipendenza per chiedere la liberazione dal governo coloniale, inviarono in segreto la notizia del loro progetto in Corea, dove i circoli religiosi ceondoisti e gli studenti iniziarono a organizzare un movimento per l'indipendenza. La dichiarazione, abbozzata dallo storico Choe Nam-seon, venne pubblicata l'8 febbraio e denunciò l'iniquità con la quale il popolo coreano veniva trattato dal governo giapponese, venendo privato dei diritti politici e umani e di varie forme di libertà.

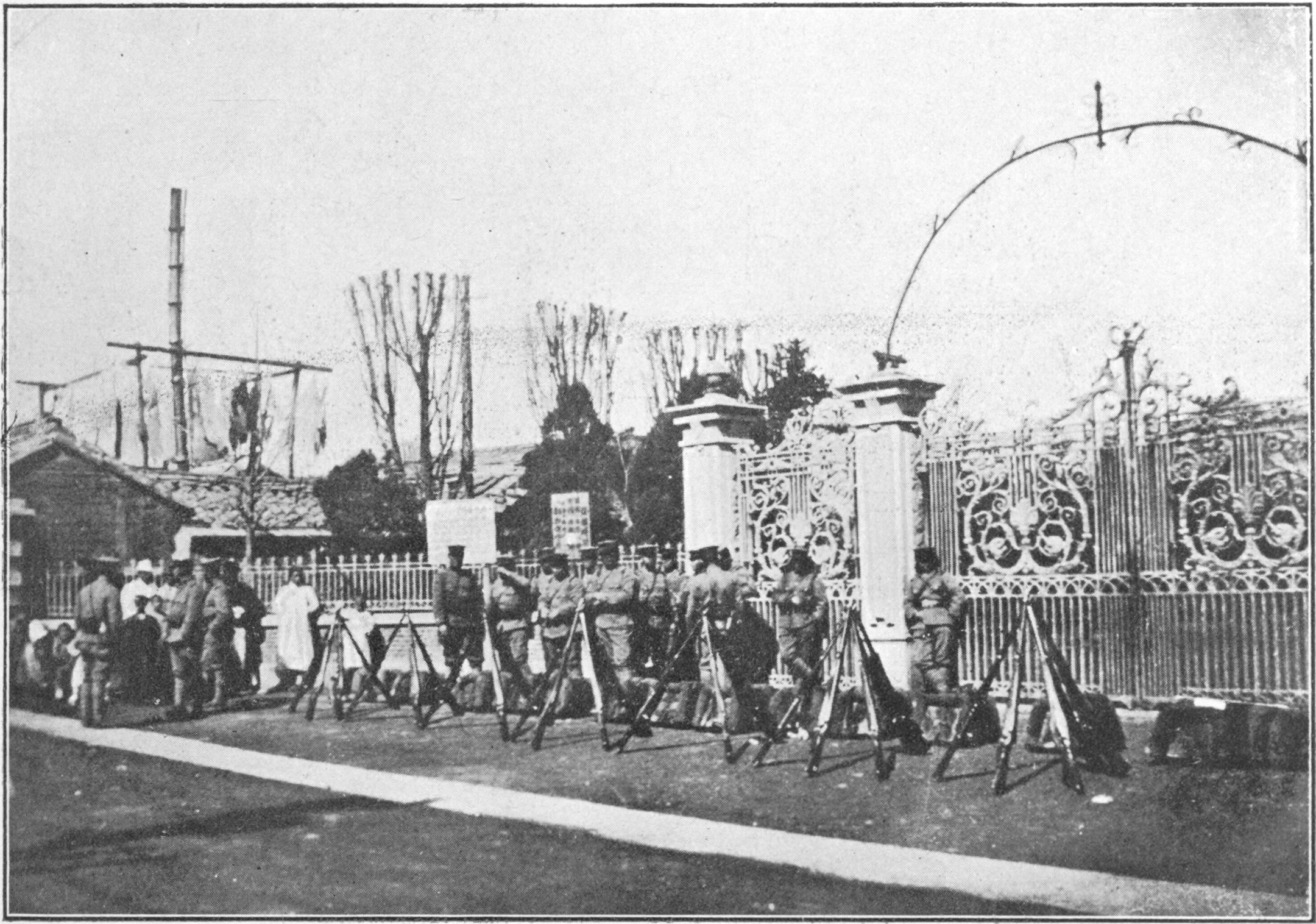
Barricate giapponesi all'ingresso del parco Tapgol a Seul per bloccare le dimostrazioni.

La mattina del 1º marzo 1919, la dichiarazione venne distribuita in centro Seul, dove si stava tenendo una cerimonia funebre per l'imperatore Gojong al Deoksugung. Alle due i ventinove capi del movimento, appartenenti alle chiese ceondoiste e cristiane della città, tennero una riunione al ristorante Taehwagwan del distretto di Jongno per festeggiare l'indipendenza nazionale, poi si auto-denunciarono alla polizia giapponese e vennero arrestati intorno alle 17:30 da un'ottantina di poliziotti e soldati. Nel frattempo migliaia di persone, inclusi molti studenti che erano usciti prima da scuola per riunirsi al parco Tapgol nel distretto di Jongno, lessero ad alta voce la dichiarazione e iniziarono a marciare pacificamente per le strade gridando "Manse!" ("Lunga vita"), sventolando la bandiera coreana e cantando l'inno nazionale, la cui esecuzione era proibita. Alla gente era stato spiegato come comportarsi e quali slogan utilizzare attraverso quotidiani e pieghevoli pubblicati segretamente. Il governatore generale schierò tre compagnie di fanteria e un plotone di cavalleria dell'esercito giapponese a Yongsan per sopprimere le proteste. Degli oltre 10.000 manifestanti, 174 furono arrestati.
Quello stesso giorno si manifestò in altre sei città, che avevano ricevuto la dichiarazione d'indipendenza il 28 febbraio attraverso le linee ferroviarie. A Pyongyang, fedeli presbiteriani, metodisti e ceondoisti parteciparono alle cerimonie per l'indipendenza nelle proprie chiese prima di scendere in strada alle 13 insieme agli studenti delle scuole dei missionari cristiani. Contemporaneamente anche a Sŏnch'ŏn i professori e gli studenti delle scuole presbiteriane tennero una cerimonia simile a mezzogiorno prima di scendere in strada a gridare "Manse!", seguiti dai fedeli ceondoisti. A Jinnampo, metodisti, ceondoisti e operai cominciarono a gridare "Manse!" per le vie alle due del pomeriggio, lo stesso orario in cui a Wonsan scesero per le strade le congregazioni presbiteriane e metodiste e gli studenti cristiani. Mezz'ora dopo la dimostrazione venne avviata a Ŭiju dai fedeli cristiani, cui si unirono i seguaci ceondoisti. Ad Anju la protesta ebbe inizio alle 17 su iniziativa dei giovani capi delle chiese cristiane.
Le dimostrazioni avviate nei centri urbani dai religiosi coinvolsero tutte le classi sociali, dai giovani agli studiosi confuciani, agli amministratori locali che in precedenza avevano sostenuto i giapponesi, e si diffusero fino alle zone rurali. Mentre in città gli studenti marinavano la scuola, gli operai scioperavano e i negozi chiudevano, nelle campagne la gente si riuniva nei giorni di mercato, leggeva ad alta voce la dichiarazione d'indipendenza e marciava portando torce. Fino al 14 marzo si contarono 276 marce, di cui 197 nelle regioni settentrionali. Nei giorni successivi si svolsero prevalentemente nella regione centro-meridionale del Gyeonggi, mentre alla fine del mese tornarono a nord. Il picco si ebbe a fine marzo-inizio aprile, con 50-60 dimostrazioni. Il 17 marzo la dichiarazione d'indipendenza fu declamata dai coreani residenti a Nikolsk e Vladivostok in segno di solidarietà.

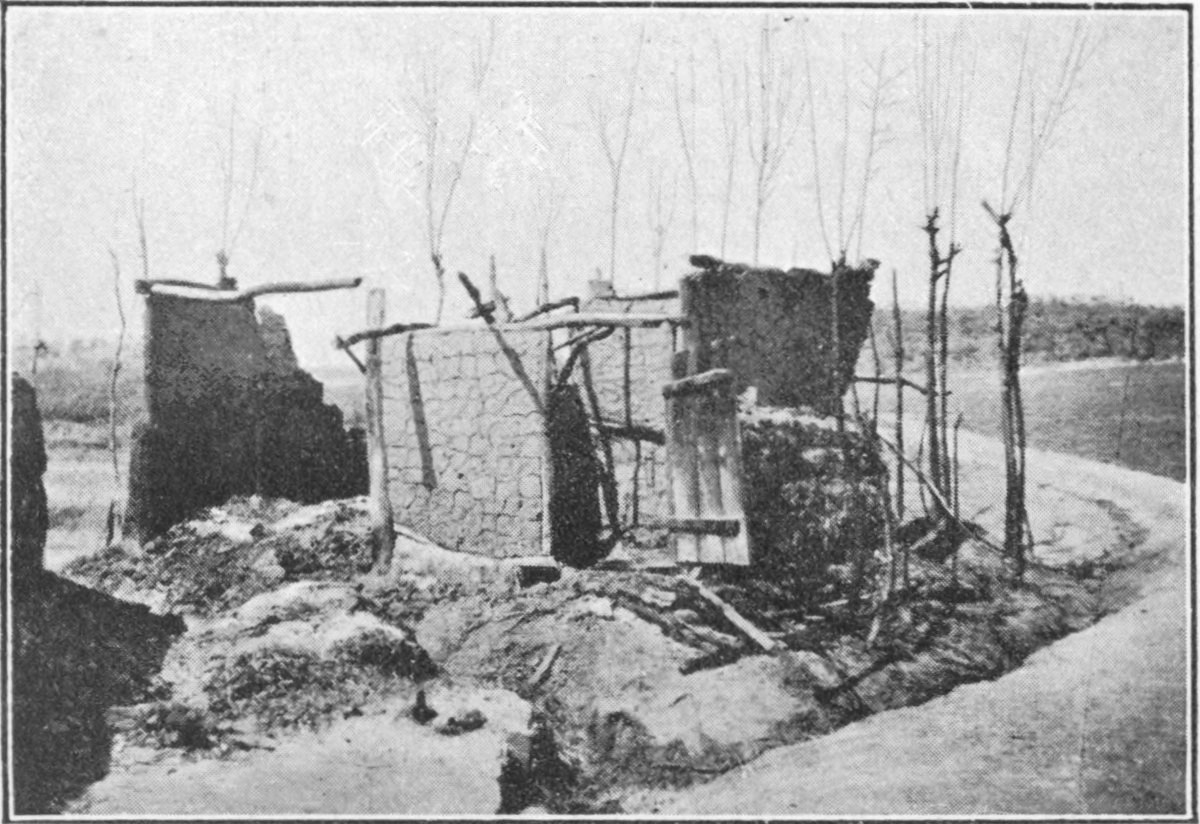
Una casa coreana bruciata dai giapponesi.

Il movimento iniziato il 1º marzo durò per due mesi e coinvolse il 10% della popolazione coreana, oltre due milioni di persone. 7.500 manifestanti furono uccisi, 16.000 feriti e oltre 46.000 arrestati. Di questi ultimi, 19.054 furono incriminati e 7.819 condannati dalla corte. Agli organizzatori fu imposta la detenzione in carcere per tre anni, mentre chi aveva usato la violenza ricevette pene più severe: 43 furono incarcerati per cinque-dieci anni, 21 per più di dieci anni e cinque furono condannati a morte. Le autorità bruciarono 49 chiese e 715 residenze private per rappresaglia.

## Reazioni
Il Movimento del 1º marzo rafforzò l'idea diffusa che non potesse esserci pace in Asia e nel mondo se la Corea non fosse stata libera e portò all'istituzione a Shanghai del Governo provvisorio della Repubblica di Corea, che l'11 aprile 1919 annunciò la Costituzione provvisoria della Corea, includendo la clausola "La Repubblica di Corea dovrà essere una repubblica democratica". Esercitò inoltre una sensibile influenza sulla Satyagraha lanciata dal congresso indiano il 5 aprile dello stesso anno, sul movimento del 4 maggio 1919 in Cina e su altri movimenti per l'indipendenza nelle Filippine e nel mondo arabo.

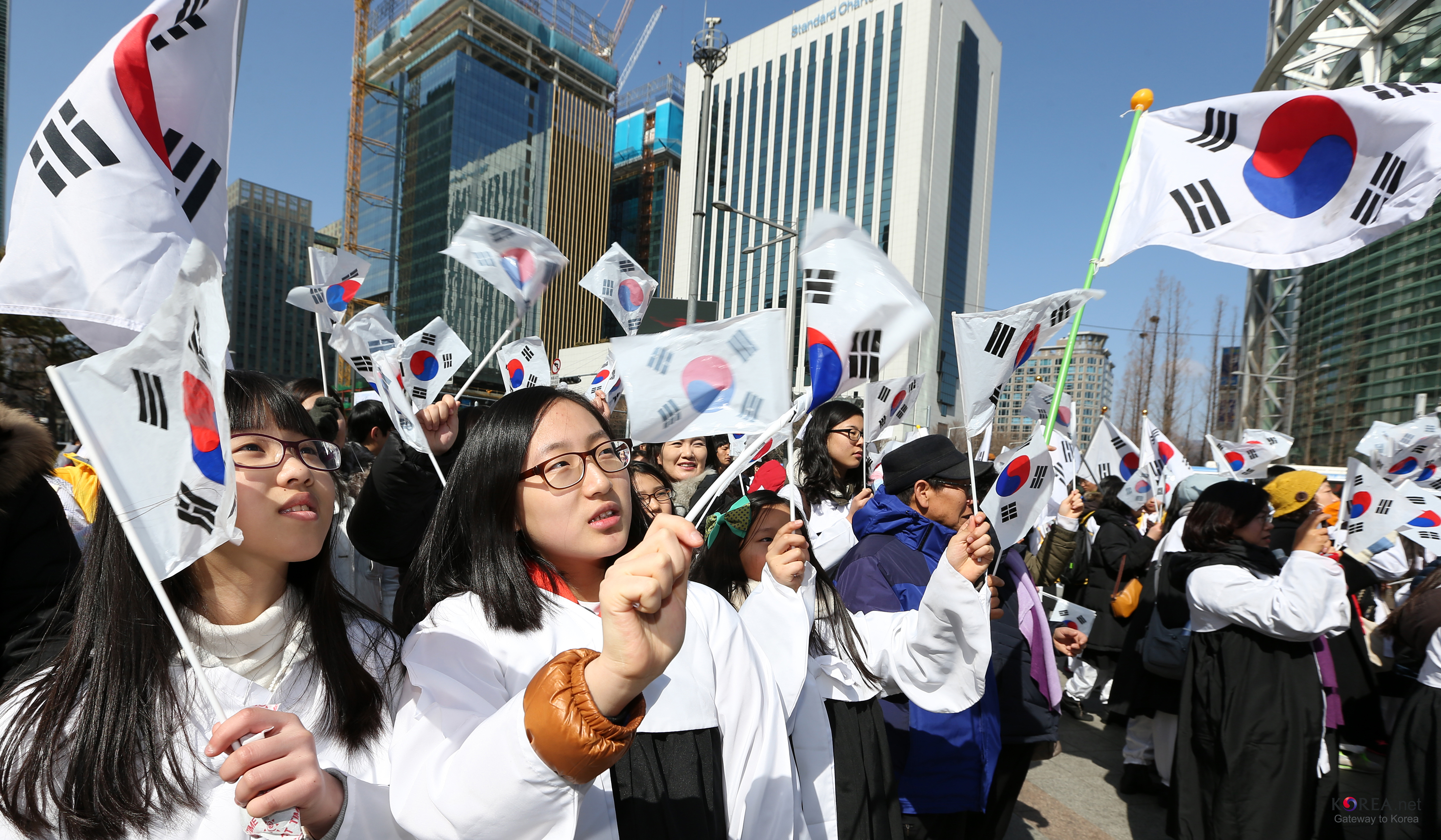
Celebrazioni in ricordo del movimento del 1º marzo a Seul nel 2013.

Il Giappone, che aveva inizialmente risposto alle dimostrazioni pacifiche con arresti di massa ed esecuzioni, cambiò politica, permettendo un certo grado di libertà di stampa e associazione e la costituzione di imprese coreane fino all'istituzione del Manciukuò nel 1931.
Come aveva manifestato alla conferenza di pace di Parigi, il presidente americano Wilson non era interessato a sfidare i rapporti di potere globali. La Corea era considerata una colonia giapponese, e alla sua delegazione era stato impedito di partecipare ufficialmente alla conferenza. Gli Stati Uniti, pertanto, non condannarono le reazioni del Giappone alle proteste. Nell'aprile 1919, il Dipartimento di Stato disse all'ambasciatore in Giappone che "il consolato [a Seul] dovrebbe prestare estrema attenzione a non incoraggiare nessuna convinzione che gli Stati Uniti assisteranno i nazionalisti coreani nell'esecuzione dei loro piani e non dovrebbe fare niente che possa portare le autorità giapponesi a sospettare che il governo americano simpatizzi con il movimento nazionalista coreano". Le manifestazioni, comunque, cambiarono gli stereotipi contro i coreani, che da indolenti e codardi vennero visti come abneganti e in grado di mantenere atteggiamenti pacifici durante le proteste. La mutata percezione nei loro confronti influenzò significativamente la discussione sull'indipendenza della Corea tra gli Alleati nel 1945.
Il 24 marzo 1949, la Corea del Sud designò il 1º marzo come giorno festivo, con il nome di "Samiljeol" (삼일절?, Sam-iljeolLR).